# 池口岳
池口岳（いけぐちだけ）は、長野県と静岡県にまたがる赤石山脈南部にある山である。標高2,392m。日本二百名山のひとつ。

## 概要
北峰(2392m)と南峰(2375,8m)からなる双耳峰で、その山容は木曽山脈などから望むとまるで鬼のようでありよく目立つ。北峰には御料局の三角点が、南峰には三等三角点(基準名:十釈迦)がある。

## 登山ルート
長野県側の飯田市池口から登るルートがよく利用されている。一部を除いてそれほど急なところはなく、比較的なだらかな針葉樹林帯の登りが続く。ガレの縁など所々で展望が得られる場所があり、聖岳や上河内岳、光岳など主に赤石山脈南部の山々が望める。場所によっては北アルプスや中央アルプス、白山などが見える場所もある。しかし山頂からの展望はほとんどない。コースタイムは登山口から登り5時間半、下り4時間程と長丁場である。
ほかに光岳から加加森山を経ての縦走ルートもあるが、あまり歩かれておらずルートファインディングの能力が必要。

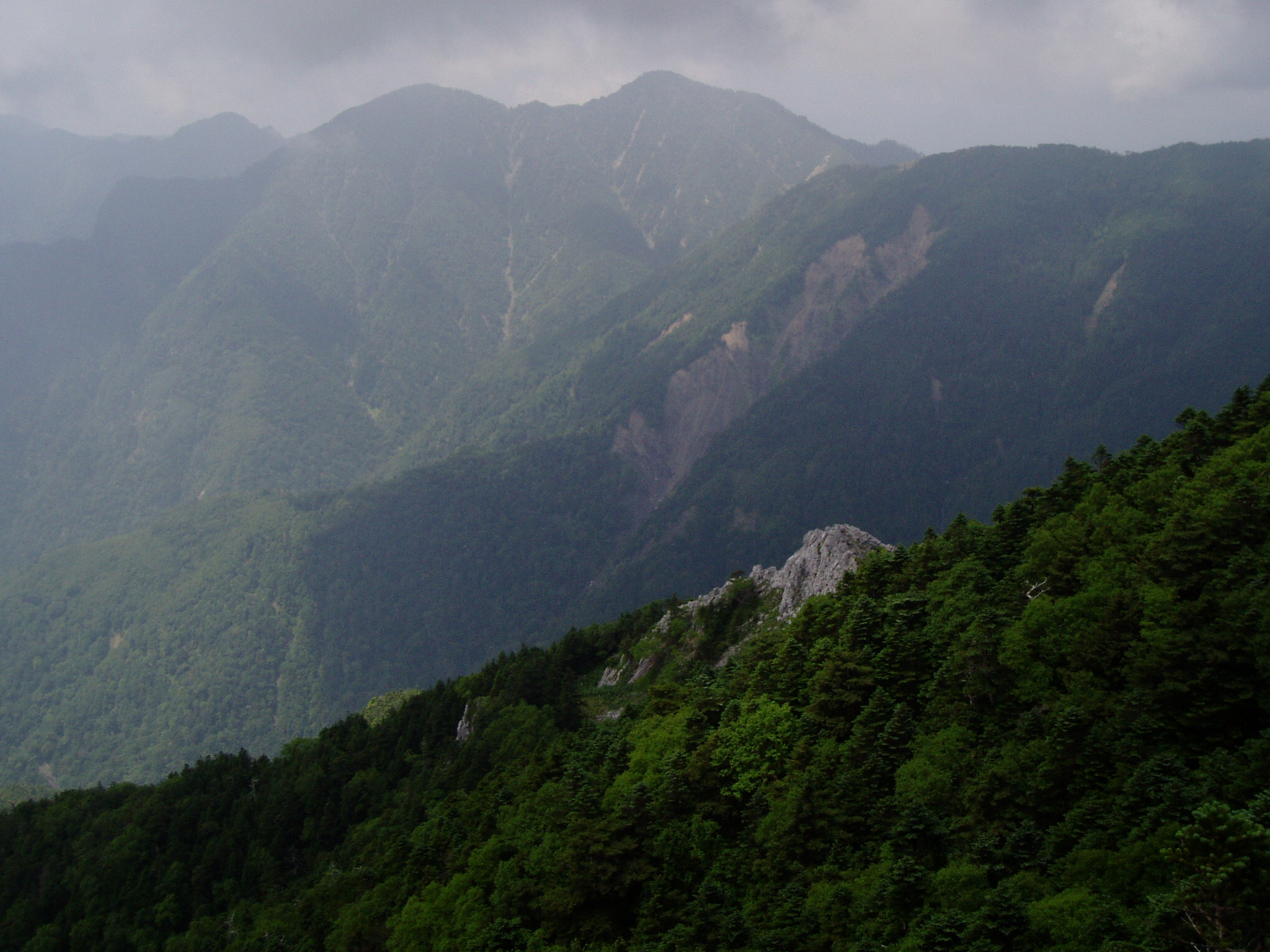
光岳から望む池口岳
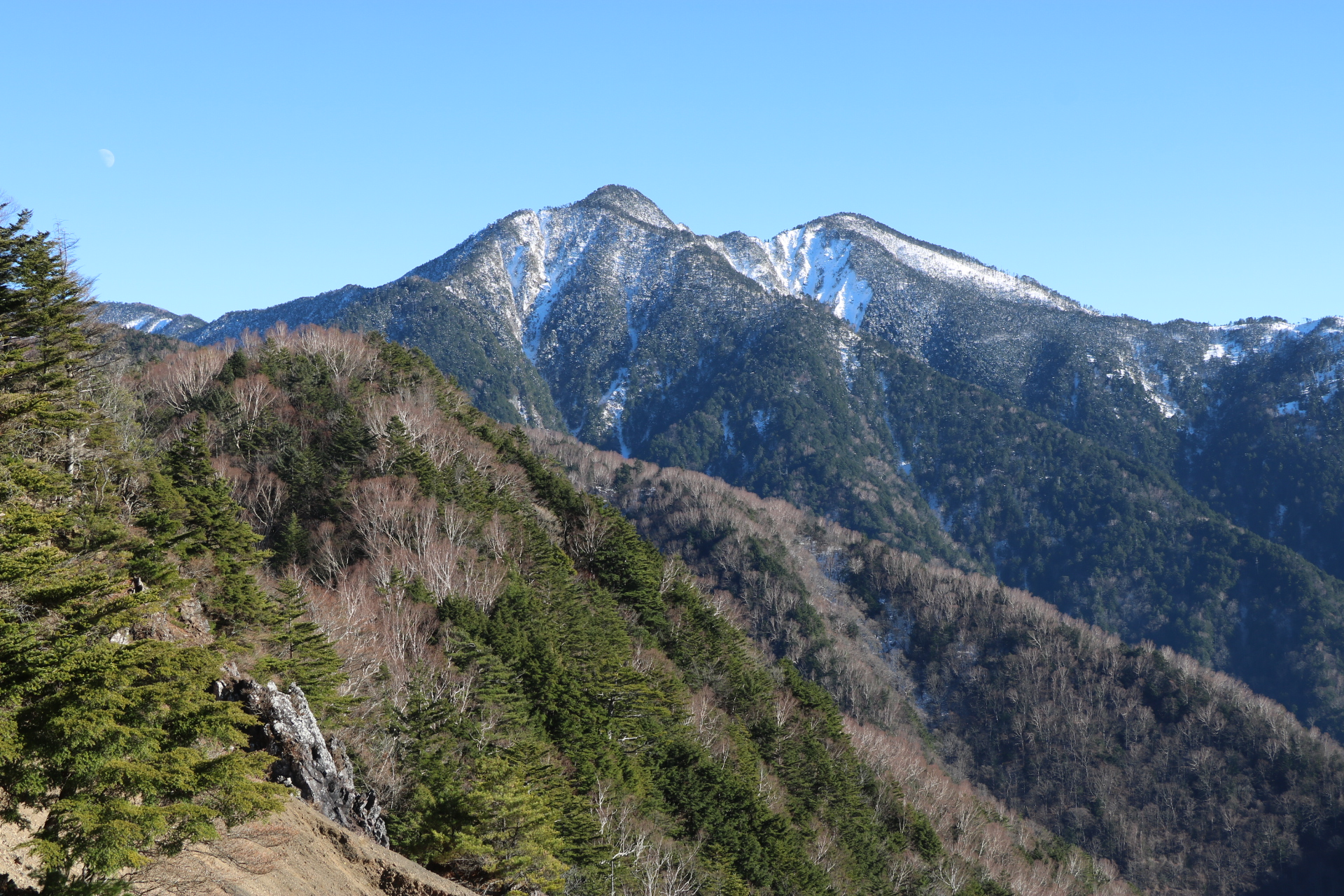
黒薙付近から望む池口岳
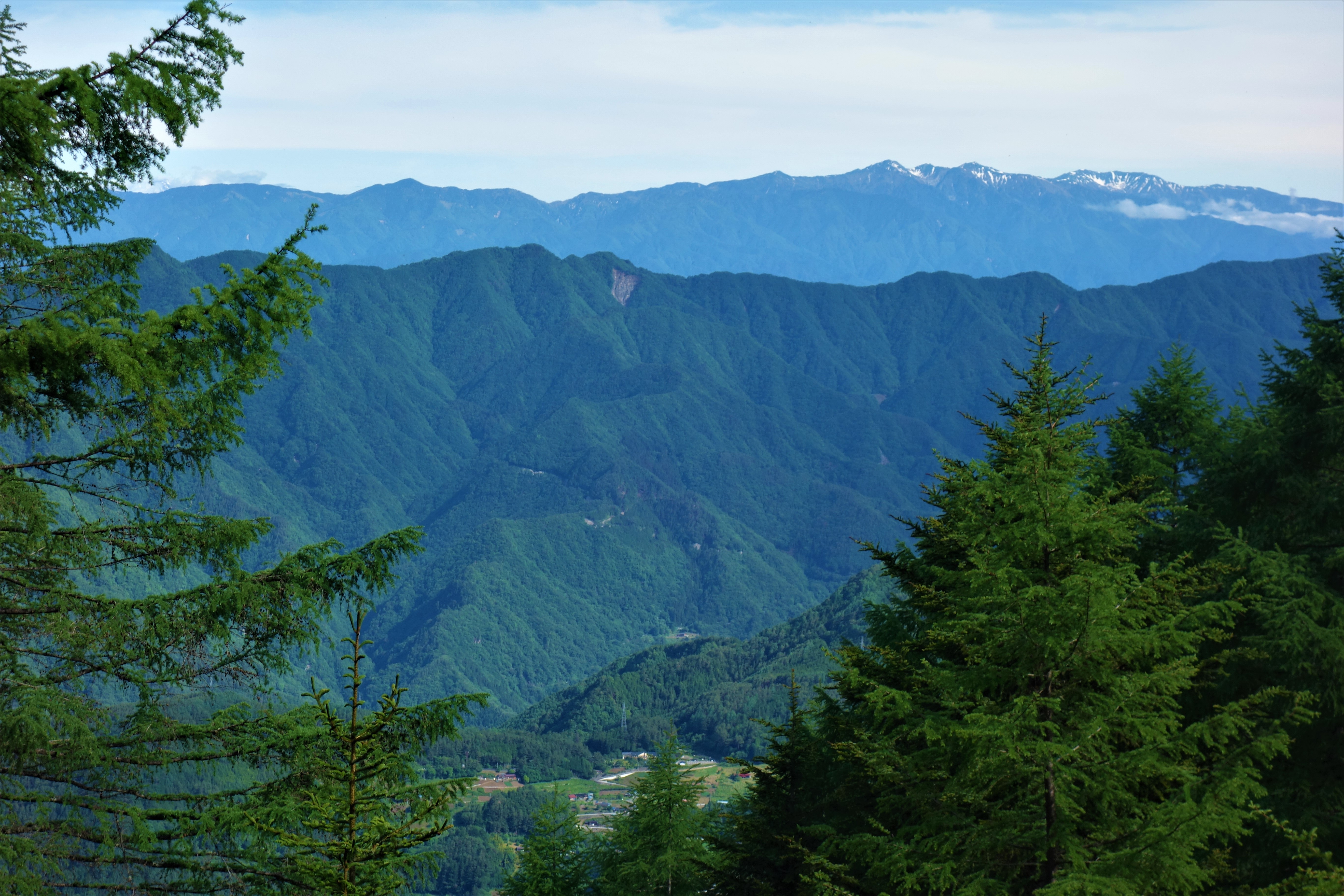
木曽山脈と下栗の里
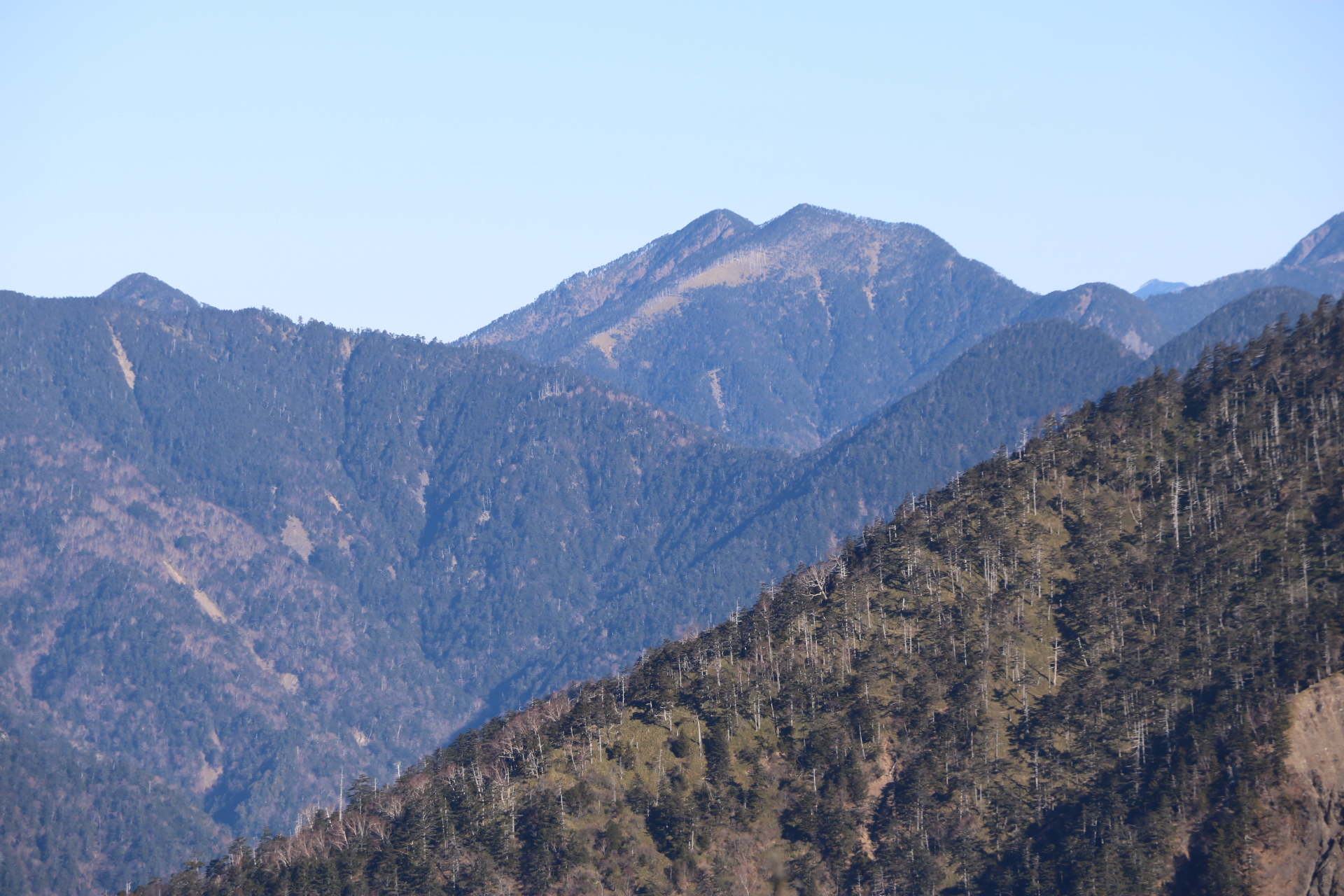
黒法師岳から望む池口岳

## 周辺の山
- 光岳
- 中ノ尾根山
- 黒法師岳
- 大無間山

## 関連図書
- 『三省堂 日本山名事典』三省堂、ISBN 978-4-385-15404-6
- 『日本の山1000』山と渓谷社、ISBN 4-635-09025-6
- 『新日本山岳誌』ナカニシヤ出版、ISBN  4-7795-0000-1
- 『塩見・赤石・聖岳 2010年版（山と高原地図42）』昭文社、ISBN 978-4-398-75722-7
- 『東海・北陸の200秀山 下(東海・信州編)』中日新聞社、ISBN  978-4-8062-0599-9